# 金特里縣 (密蘇里州)
金特里县（英語：Gentry County）是美國密蘇里州西北部的一個縣。面積1,274平方公里。根據美國2000年人口普查，共有人口6,861人。縣治奧爾巴尼（Albany）。
成立於1841年2月12日，1843年縣政府成立。縣名紀念薩米諾爾戰爭中陣亡的理查德·金特里少將。